# أندي كليمنت
أندي كليمنت (بالإنجليزية: Andy Clement)‏ (12 نوفمبر 1967 في المملكة المتحدة - ) هو لاعب كرة قدم بريطاني في مركز الدفاع. لعب مع نادي بريستول روفيرز ونادي بليموث أرجايل ونيوبورت كونتي ويوفل تاون ونادي وكينغ ونادي ويمبلدون ونادي سلاو تاون.

## وصلات خارجية
- أندي كليمنت على موقع قاعدة بيانات كرة القدم.إي يو (الإنجليزية)